# 宏佛塔
宏佛塔，俗称王澄塔，位于中华人民共和国宁夏回族自治区银川市贺兰县，始建时间不详，从塔内文物及原塔用砖可以判断为西夏晚期时所建。1990年至1992年，宏佛塔经过大规模的重修。2013年，宏佛塔被列为全国重点文物保护单位。

## 历史
宏佛塔俗称“王澄塔”，原为宏佛塔寺内的一座塔，现宏佛塔寺仅剩余南北长150米、东西宽50米的废址:32。整座塔的修建年代已经无从考证，仅可从塔的大门上所雕刻的字迹判断该塔曾于清朝雍正年间被维修过:366。从整座塔的建造风格以及在1990年时维修所发现的砖的特征来看，整座塔的建造时间应在西夏晚期。
由于年久失修，至二十世纪八十年代，宏佛塔已经被地震和雨水严重侵蚀，塔身八面劈裂，裂缝宽约25厘米，塔刹已经坍塌，整座塔偏离中心线7°，第一层的四周被加固塔身用的夯土墙所围，塔檐转角处突出的木柄大多已经残朽，塔刹南边大半已经坍塌:32-33。1987年，宁夏回族自治区文物管理部门开始着手计划修复宏佛塔。1988年1月30日，宏佛塔被宁夏回族自治区公布为第二批自治区文物保护单位。1990年，国家文物局正式批准对宏佛塔的修缮计划，修缮工作随即展开。这次修缮工作于1992年正式完工，基本恢复了塔的原貌。2013年1月，宏佛塔被宁夏回族自治区文物局列入全国重点文物保护单位推送名单，并于当年5月被列为全国重点文物保护单位，相关的文物标识碑于2014年正式落成。2014年，宏佛塔防雷工程被国家文物局列入2014年全国重点文物保护单位保护项目，宏佛塔也被列为第一类防雷文物建筑。

## 结构
整座塔残高28.29米，根据建造风格的不同可分为上下两部分，下半部分共计3层，总高15.73米，平面呈八角形，其中第一层高4米，每边边长5米，南侧开有高2.4米、宽0.95米的券门，门楣上有砖雕龙凤等花纹。下半部分的每一层均向上收分，每两层的交界处均有外伸的上下两层砖砌塔檐，其中上层出檐很短，由3层叠涩花牙砖组成，檐下的每一面和转角处均有砖雕斗拱；下层为12层的叠涩花牙砖，出檐最长达1米，转角处有砖雕斗拱，斗拱上方有挂风铃用的木柄:32。在塔的下层据传说曾有一口井，现在已经废弃:366。上半部分为一个大型的塔刹，整体形制类似于喇嘛塔，由刹座、刹身、刹顶三部分组成。刹座平面采取十字向内折二角的形式，向上逐层收缩。刹身为覆钵形，并装饰有三重相轮。刹顶为桃形钻尖式。塔室为厚壁空心式，壁厚3米:33。整座建筑的造型被认为是藏传佛教与汉传佛教相互融合的成果。

## 出土文物

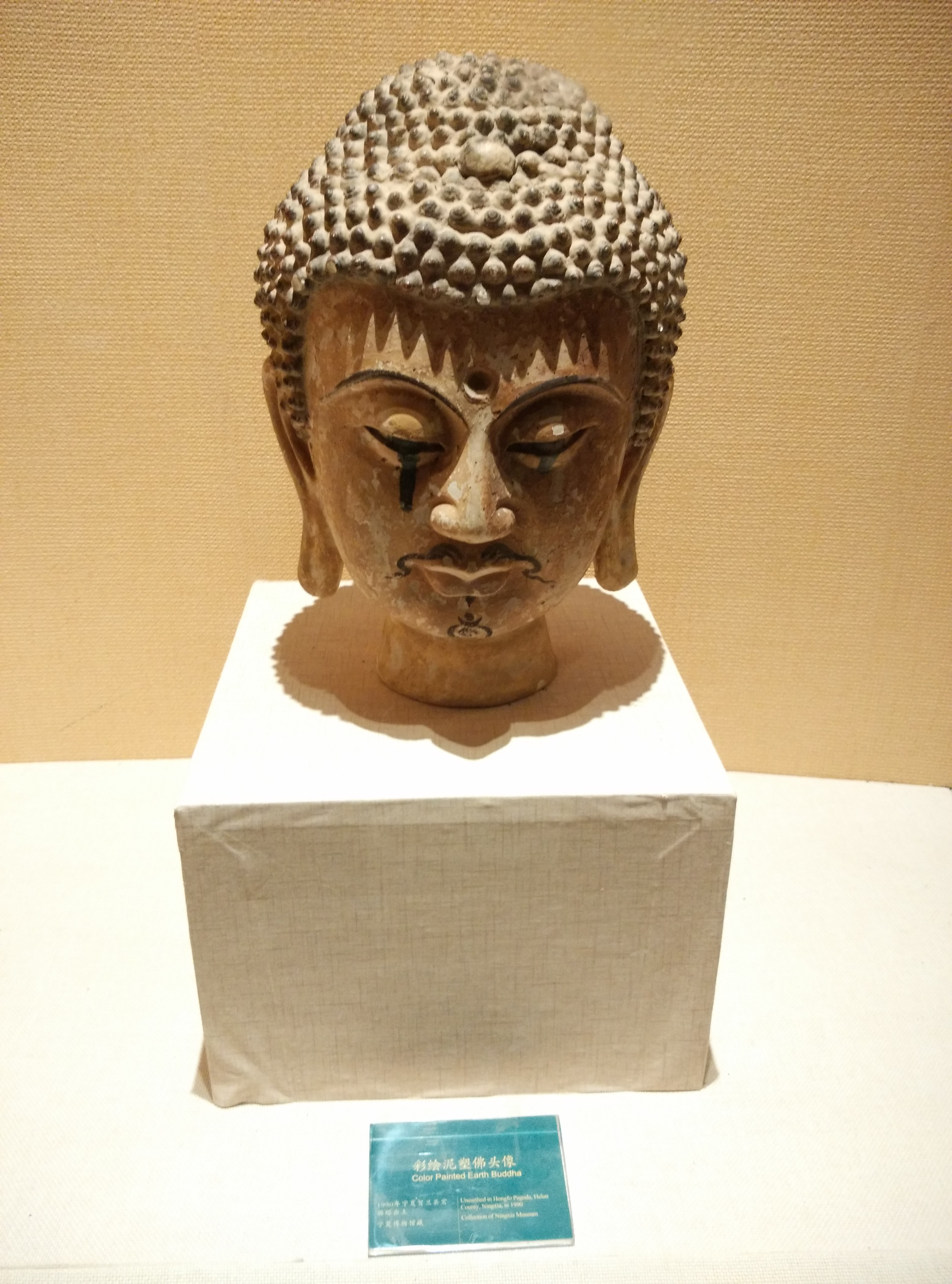
宏佛塔的塔室中出土的佛头

在1990年的修缮工作中，考古人员从塔刹内部的槽室中发现了彩塑泥像残块若干，西夏文木雕残版和经书残页、大量已朽坏的绢制彩绘佛画、2尊彩绘木雕佛像、1枚西夏文木简、以及《番汉合时掌中珠》的残页等书籍残页。此外，塔身在重新修缮中还出土了部分北宋钱币，地基中发现大量残损的琉璃构件、灰陶残件和碎瓷片等。